# Doug Ferguson
Doug Ferguson (Carlisle, 4 marzo 1947) è un bassista britannico, noto per la sua militanza nella band Camel, di cui è stato il primo bassista.

## Carriera
Viene chiamato nel 1968 a far parte della rockband Camel da Andrew Latimer, nella quale militerà fino al 1977, anno in cui si dedicherà all'attività di turnista.
Nel 1978 esce il suo primo disco solista, intitolato Who Invited Them?.
Negli anni '80 intraprende una lunga collaborazione con il cantautore Philippe Goodhand-Tate.

## Discografia
- Discografia dei Camel

### Discografia solista
- Who Invited Them?